# 氧化膦
氧化膦是一种无机化合物，化学式为H3PO，它只在稀释的气相中稳定，而在液相或固相时不稳定。它作为磷化氢和氧气反应的产物通过质谱检测得到。它也是一氧化氮和磷化氢在室温反应，生成PxHy固体的中间体。